# Leon Dachtera
Leon Dachtera (ur. 31 stycznia 1885 w Duliniewie, zm. 28 czerwca 1961 w Bydgoszczy) – polski nauczyciel, kierownik szkół powszechnych w II RP, ojciec błogosławionego ks. Franciszka Dachtery.

## Życiorys
Urodził się  31 stycznia 1885 w Duliniewie w powiecie toruńskim. Był synem Michała, urzędnika kolejowego i Marianny z Kaletów. Uczęszczał do niemieckiej szkoły ludowej. W 1900 r. wstąpił do proparandy w Łobżenicy, a w 1902 r. rozpoczął naukę w seminarium nauczycielskim w Paradyżu. Egzamin dojrzałości złożył w 1905 r. Początkowo uczył w szkole katolickiej w Salnie w powiecie bydgoskim. W 1906 r. odbył obowiązkową służbę wojskową w armii niemieckiej, a po jej zakończeniu wrócił do Salna i uczył w tamtejszej szkole do 1913 r.
W latach 1913–1920 kierował szkołą powszechną w Wierzchucinie Królewskim. 27 maja 1921 r. złożył w Poznaniu egzamin rektorski, uprawniający do objęcia stanowiska stałego kierownika publicznej szkoły powszechnej. W latach 1920–1922 kierował szkołą powszechną w Koronowie koło Bydgoszczy. Władze szkolne, wysoko oceniając jego pracę, przeniosły go do Bydgoszczy, gdzie został rektorem (kierownikiem) Szkoły Powszechnej im. Świętej Trójcy. Pod jego kierownictwem szkoła została uznana za wzorcową (od 1925 r.) w całym okręgu bydgoskim. Dachtera przeprowadził remont szkoły, zorganizował pracownie i gabinety specjalistyczne (fizyczny, salę rysunkową, gabinet pomocy naukowych), skupił w szkole grono nauczycieli, poszukujących nowych metod nauczania. Ze „szkoły Dachtery” wyszli między innymi: Leon Kowalski, Franciszek Piotrowski, Florian Wichłacz, którzy uczyli później w polskich szkołach w Rzeszy Niemieckiej.
W czasie okupacji przebywał w Bydgoszczy, pracując w zarządzie nieruchomości miejskich. Wkrótce po zakończeniu II wojny światowej przeszedł na emeryturę.
Zmarł w Bydgoszczy 28 czerwca 1961 r. Został pochowany na cmentarzu Najświętszego Serca Pana Jezusa.

## Rodzina
Leon Dachtera był żonaty z Hilarią z Karnowskich. Mieli pięcioro dzieci:
- Franciszka – księdza, błogosławionego Kościoła Katolickiego,
- Leona,
- Adolfa – śpiewaka operowego, działacza Okręgowej Delegatury Rządu RP ODR „Zatoka”,
- Albina,
- Marię.